# Хари Грег
Хари Грег (на английски: Henry Gregg, 25 октомври 1932, Махърафелт – 16 февруари 2020, Коулрейн, Северна Ирландия) е бивш северноирландски футболист, играл като вратар и треньор. Той е един от оцелелите футболисти на „червените дяволи“ в трагедията в Мюнхен на 6 февруари 1958 година.

## Кариера

### Клубна кариера
Хари преминава от „Донкастър Роувърс“ в „Манчестър Юнайтед“ през декември 1957 година, като се превръща в най-скъпия вратар в света за това време. По-малко от три месеца след това става и авиокатастрофата в Мюнхен, а Грег става известен като „Героя от Мюнхен“, след като спасява няколко души от горящия самолет, сред тях е две годишно момиченце, а също така и съотборниците му Боби Чарлтън, Дани Вайълет и Джаки Бланчфлауър.
Играе още и за „Стоук Сити“.

### Национален отбор
Играе в 25 мача за националния отбор на Северна Ирландия.
Определен за най-добър вратар на Световното първенство по футбол 1958 в Швеция.